# Krukówka (województwo łódzkie)
Krukówka – wieś w Polsce położona w województwie łódzkim, w powiecie rawskim, w gminie Biała Rawska.
W latach 1975–1998 miejscowość administracyjnie należała do województwa skierniewickiego.